# Stazione di Ōkubo (Hyōgo)
La stazione di Ōkubo (大久保駅?, Ōkubo-eki) è una stazione ferroviaria della città di Akashi, nella prefettura di Hyōgo. Si trova sulla linea JR Kōbe, sezione della linea principale Sanyō, ed è servita dai treni locali.

## Linee

### Treni
- JR West
  - ■ Linea JR Kōbe (Linea principale Sanyō)

## Caratteristiche
La stazione ha una banchina a isola centrale servente due binari. A fianco dei binari per i treni locali passano quelli per i treni espressi che qui non fermano.
| 1-2 | ■ Linea JR Kōbe |  | per Sannomiya, Amagasaki, Ōsaka e Kyoto                  |
| 3   | ■ Linea JR Kōbe |  | per Kakogawa e Himeji treni tornanti a Sannomiya e Osaka |
| 4   | ■ Linea JR Kōbe |  | per Kakogawa e Himeji                                    |

## Stazioni adiacenti
| «                                   | Servizio      | »             |
| Linea JR Kōbe                       | Linea JR Kōbe | Linea JR Kōbe |
| ----------------------------------- | ------------- | ------------- |
| Nishi-Akashi                        | Locale Rapido | Uozumi        |
| I treni Rapidi speciali non fermano |               |               |